# 祝铭山
祝铭山（1937年4月6日—2025年4月27日），男，吉林九台人，中华人民共和国政治人物。中国人民大学法律系毕业，法制史专业研究生。曾长期在中华人民共和国最高人民法院任职，参与了林彪、江青反革命集团案的审判工作；1993年至2002年，出任最高人民法院常务副院长、党组副书记、一级大法官；还是北京大学、中国人民大学兼职教授。

## 生平
祝铭山在家乡完成初中教育后，考入吉林市第一中学高中部学习；1957年入中国人民大学法律系；1961年6月，加入中国共产党。同年本科毕业后，继续攻读法制史专业研究生。1964年9月毕业后，被分配到全国人大常委会工作。
1965年1月，祝铭山调最高人民法院，先后工作近四十年。他由书记员做起，历任助理审判员、刑事审判庭秘书，副院长曾汉周的秘书；“文化大革命”期间，曾被下放湖北沙洋农场劳动；恢复工作后，出任最高人民法院助理审判员、刑事审判庭副庭长，并参与了林彪、江青反革命集团案的审判工作。1983年9月升任最高人民法院副院长； 1993年，出任常务副院长、最高人民法院党组副书记；2002年8月，到龄退休。
是第十届全国人民代表大会常务委员会委员、第十届全国人大内务司法委员会副主任委员。